# Томсон, Эрл
Эрл Томсон (15 февраля 1895, Бирч-Хиллс, Саскачеван — 19 апреля 1971, Ошенсайд, Калифорния) — канадский легкоатлет. На олимпийских играх 1920 года выиграл золотую медаль на дистанции 110 метров с барьерами с мировым рекордом — 14,8. Трёхкратный чемпион США в беге на 110 метров с/б и чемпион США 1921 года на дистанции 200 метров с/б. В 1955 году был включён в зал славы канадского спорта, а в 1977 году был включён в зал славы лёгкой атлетики США.

## Биография
Родился в канадском городе Бирч-Хиллс. Когда ему было 8 лет, он вместе с семьёй переехал в Калифорнию и поселился в городе Лонг-Бич. Хотя жил и тренировался в США, выступал он за Канаду. В 1916 году он поступил в университет Южной Калифорнии. Во время учёбы он установил мировой рекорд на дистанции 110 ярдов с барьерами. Его карьеры прервалась, в связи с началом Первой мировой войны. Он поступил на службу в ВВС Канады. В 1920 году он выиграл отборочные соревнования и был включён в олимпийскую сборную. После завершения спортивной карьеры год работал тренером в университете Западной Виргинии, затем помощником главного тренера в Йельском университете. В 1927 году он стал главным тренером по лёгкой атлетике Военно-морской академии, пока не ушёл в отставку в 1963 году.